# Acquitardo
In idrogeologia si indica col termine di acquitardo una unità geologica presente nel sottosuolo, satura in acqua, ma con bassa permeabilità, tale da non permetterne il suo sfruttamento in pozzi per produzione di acqua.

## Geologia

Acquitardo che separa due acquiferi

Un acquitardo è generalmente costituito da uno o più livelli argilloso-siltosi sviluppantesi nel sottosuolo e può trovarsi sia intercalato fra due acquiferi, fungendo da livello semimpermeabile separatore, che alla base del sistema di acquiferi superficiali e fungere quindi da letto permeabile.
La permeabilità di un acquitardo viene convenzionalmente compresa fra  10-6 e 10-8 m/s, questi valori di permeabilità sono trascurabili per considerare l'acquitardo come livello da completare in un pozzo per estrarre acqua, viceversa sono significativi in un panorama di flussi sotterranei regionali, di movimenti laterali verticali di acque, se valutati su tempi significativi a scala geologica. Questo in quanto, in presenza di un gradiente del carico idraulico, l'acquitardo può essere attraversato da un flusso d'acqua .